# Diraz
Diraz (arabo: الدراز) è un villaggio costiero nel nord est del Bahrain.
È poco distante dalla città di Al-Budayyi'.
La popolazione è prevalentemente sciita.
Nei pressi del villaggio è situato il sito archeologico di Ain Umm Sujoor.